# Amata creusa
Amata creusa är en fjärilsart som beskrevs av Carl von Linné sensu Cramer 1780. Amata creusa ingår i släktet Amata och familjen björnspinnare. Inga underarter finns listade i Catalogue of Life.